# Joseni (Harghita)
Joseni (en hongrois: Gyergyóalfalu) est une commune roumaine du județ de Harghita, dans la région historique de Transylvanie. Elle est composée des trois villages suivants:
- Borzont (Borzont)
- Bucin (Bucsin)
- Joseni, siège de la commune

## Localisation
Joseni est située dans la partie centre-ouest du comté de Harghita, à l'est de la Transylvanie dans le Pays sicule (région ethno-culturelle et linguistique), dans la Dépression Gheorgheeni, à 44 km de la ville de Miercurea Ciuc.

## Monuments et lieux touristiques
- L'Église catholique du village de Joseni (construite au XIIIe siècle), monument historique[2]
- Réserve naturelle “Piemontul Nyíres de la Borzont” (aire protégée avec une superficie de 20 ha)

## Relations internationales
La commune de Joseni est jumelée avec:
- Balatonszárszó (Hongrie)
- Türje (Hongrie)
- Fadd (Tolna) (Hongrie)